# Nommer 37
Nommer 37 (título internacional en inglés Number 37) es una película sudafricana de 2018 escrita y dirigida por Nosipho Dumisa. Fue realizada en afrikáans y cuenta con subtítulos en inglés. Se proyectó en varios festivales de cine, incluidos SXSW, el Festival Internacional de Cine Fantástico de Neuchâtel, el Festival de Cine de Sídney y el Festival Internacional de Cine Fantasia en Montreal, donde ganó el premio al Mejor Director.

## Sinopsis
Un joven sufre un accidente que lo deja postrado y confinado en su apartamento. En medio de su aburrida rutina toma prestados los binoculares de su novia para espiar su vecindario. Mientras lo observa se convierte en testigo de un crimen.

## Elenco
- Irshaad Ally como Randal Hendricks
- Danny Ross como Emmie
- Monique Rockman como novia Pam
- Ephraim Gordon como Warren
- Amrain Ismail-Essop como Alicia